# Art Academy
Art Academy: Zeichen- und Maltechniken Schritt für Schritt erlernen! (in Nordamerika nur Art Academy) ist ein Videospiel, das von Headstrong Games entwickelt und von Nintendo für den Nintendo DS veröffentlicht wurde. Das Spiel erschien am 6. August 2010 in Europa im Handel. Ziel des Spiels ist es, durch mehrere Zeichen- und Mallektionen dem Spieler das Zeichnen und das Malen beizubringen. Art Academy ist dabei die Ansammlung der Lektionen zweier DSiWare-Spiele, nämlich Art Academy: First Semester und Art Academy: Second Semester.
Art Academy ist ursprünglich ein DSiWare-Titel gewesen, ist aber später auch im Handel erschienen. Art Academy ist ein Spiel der Touch! Generations-Marke von Nintendo. Das Spiel hat mehrere Nachfolger und Spin-offs erhalten. Am 28. Juli 2012 ist mit New Art Academy ein Nachfolger für den Nintendo 3DS erschienen. Ein weiterer Nachfolger erschien mit Art Academy: Atelier für die Wii U am 26. Juni 2015. Zusätzlich zu Atelier veröffentlichte Nintendo am 9. August 2013 Art Academy: SketchPad, eine Anwendungssoftware zum Malen und Zeichnen ohne Lektionen, im Nintendo eShop der Wii U, womit man eigene Bilder im Miiverse veröffentlichen und Bilder anderer anschauen konnte. Zusätzlich zu den Hauptteilen erschienen noch die Spin-offs Pokémon Art Academy und Disney Art Academy.

## Gameplay
Art Academy ist ein Malprogramm und besteht aus mehreren Lektionen und Mini-Lektionen, durch welche man bestimmte Zeichen- und Maltechniken lernen und vertiefen soll. Außerdem kann man in Freies Zeichnen ohne Anweisungen, aber mit einer Auswahl von verschiedenen Vorlagen, zeichnen und malen. Der Touchscreen der Konsole dient dabei als Leinwand, auf welcher gemalt wird.

### Lektionen
Alle Art Academy-Spiele (bis auf Art Academy: SketchPad) enthalten mehrere Lektionen und Mini-Lektionen, in denen man verschiedene Mal- und Zeichentechniken lernen und vertiefen soll. In den Lektionen erscheinen die beiden einzigen Charaktere in Art Academy. Der Künstler Vince und sein Hund Bacon geben in den Lektionen verschiedene Szenarien vor, die von einem Stillleben eines Apfels über den Hund Bacon selbst bis zu einer Landschaft reichen. Die Lektionen sind in mehrere Einzelschritte aufgeteilt, durch die das Bild fertiggestellt werden soll. Während einer Lektion zeigt Vince zunächst, welche Einstellungen man verwenden soll, z. B. die Farben oder die Pinsel-Art. Danach zeichnet und malt man Vince’ Bild nach.
Nachdem man eine Lektion fertiggestellt hat, hat man Zugriff auf die nächste Lektion. Durch bestimmte Lektionen schaltet man Mini-Lektionen frei. Mini-Lektionen bauen auf die jeweilige Lektion auf. Das Bild der Mini-Lektion ist dabei eine Variante des Bildes der zugehörigen Lektion. In Mini-Lektionen hat man im Vergleich zu den Lektionen keine Anleitung durch Vince und man soll das Bild selbst fertigstellen. Die fertigen Bilder kann man in der Galerie speichern.

### Freies Zeichnen
In Freies Zeichnen kann man entweder ohne Vorlage oder auch mit einer Vorlage, die man aus einer Auswahl an Vorlagen aussuchen kann, zeichnen und malen. In Art Academy kann man zusätzlich eigene Fotos als Vorlage nehmen, wenn man einen Nintendo DSi verwendet. Seit New Art Academy ist dies immer möglich. In Art Academy: Atelier ist es außerdem noch möglich, sich fünf verschiedene Landschaften in 360°-Sicht anzuschauen und daraus selbst eine Vorlage herzustellen. In Freies Zeichnen kann man alle Malwerkzeuge benutzen. Die fertigen Bilder kann man in der Galerie speichern. In Art Academy: SketchPad und Art Academy: Atelier konnte man bis zur Abschaltung des Miiverse-Services am 8. November 2017 eigene Bilder hochladen und Bilder anderer herunterladen und sie gegebenenfalls auch als Vorlage verwenden.

## Nachfolger
In der Nintendo Direct im Juni 2012 wurde ein Nachfolger zu Art Academy für Nintendo 3DS angekündigt, welcher eine größere Auswahl an Stiften und Farben und zusätzlich Pastellkreiden enthalten soll. New Art Academy ist am 28. Juli 2012 in Europa, am 1. Oktober 2012 in Japan und am 13. September in Nordamerika erschienen. Während der Nintendo Direct zur E3 2013 wurde ein Ableger der Serie für die Wii U angekündigt. Zusätzlich wurde eine ausschließliche Malanwendung angekündigt, welche eine Einbindung in das Miiverse haben sollte. Art Academy: SketchPad erschien als Malanwendung weltweit am 9. August 2013. Art Academy: Atelier ist weltweit am 26. Juni 2015 erschienen. Am 30. April 2014 kündigte Nintendo Pokémon Art Academy an, welches am 19. Juni 2014 in Japan, am 4. Juli 2014 in Europa und am 24. Oktober 2014 in Nordamerika erschienen ist. In Pokémon Art Academy lernt man in den Lektionen, Pokémon zu zeichnen. In der Nintendo Direct im März 2016 wurde Disney Art Academy angekündigt, welches am 7. April 2016 in Japan, am 13. Mai 2016 in Nordamerika und am 15. Juli 2016 in Europa erschienen ist. In Disney Art Academy kann man verschiedene Disney- und Pixar-Charaktere zeichnen.